# Conjunt de sarcòfags romans de Sant Feliu de Girona
Es tracta d'un conjunt escultòric funerari localitzat al presbiteri de l'església de Sant Feliu de Girona, constituït per vuit sarcòfags esculturats, dos d'ells de temàtica romana pagana i els altres sis de temàtica paleocristiana. La seva cronologia aniria dels del primer terç del segle iii dC fins al primer terç del segle iv dC i en conjunt evoquen els inicis de la introducció de la religió cristiana a la ciutat de Girona. Aquest conjunt funerari, considerat com el més important del seu gènere de tots els que s'han conservat a la península Ibèrica, està format per vuit sarcòfags de marbre blanc dels que només s'observa el frontal, ja que es troben encastats a les parets del presbiteri gòtic de l'església de Sant Feliu de Girona. Una petita excavació feta l'any 1934 en un d'ells (el del rapte de Prosèrpina) demostrà que les seves parets laterals no presenten decoració. Com la major part de l'escultura funerària importada a la península els sarcòfags provenen de tallers de Roma. Haurien estat enterraments privilegiats de personatges importants del primer cristianisme gironí, prou rics i poderosos per adquirir objectes de luxe d'importació.

## Context històric
El ritual funerari romà es pot resumir en dos grans models: cremació del cadàver en una pira funerària i posterior enterrament de les cendres en una urna funerària, i inhumació, ja sigui directament a terra o bé dins un taüt que pot ser de diferents tipus. Dins d'aquests tipus podem distingir simples fossats oberts a terra, tombes de teules, pedres petites clavades verticalment marcant la tomba, sarcòfags d'obra, sarcòfags monolítics i sarcòfags esculturats. A partir del segle ii en el món romà s'observa un augment gradual de la tendència a la inhumació. A partir del segle iii, les famílies cristianes de forta posició econòmica van començar a usar aquest sistema de sepultura, si bé intentaven evitar els sarcòfags amb escenes clarament paganes, limitant-se a escenes de cacera, verema o d'estacions de l'any. A partir del segle iv apareixen sarcòfags amb iconografia clarament cristiana. El conjunt de Sant Feliu és un testimoni de la introducció de la religió cristiana a Girona. Al voltant dels anys en què estan datats aquests sarcòfags podem distingir tres estils diferenciats en l’art funerari paleocristià: un estil pre-constantinià (aproximadament entre 270-313 dC) en el que es reconeixen els antecedents pagans; un estil constantinià (313-340 dC), menys hel·lenístic i en el que les escenes es solen organitzar en un fris corregut; i finalment un estil post-constantinià (340-370) de major qualitat i en el apareixen nous temes com el de Crist entronitzat.
El cristianisme, nascut a Judea al voltant de l'any 30 dC, s'expandí ràpidament arreu de l'Imperi Romà malgrat les diferents persecucions decretades. A partir del segle iv passà a ser una religió tolerada i, de forma progressiva, va acabar per esdevenir la religió principal i oficial de l'Imperi Romà. A l'actual territori català no coneixem de l'existència d'una comunitat cristiana fins a mitjan segle iii, concretament l'any 259, en què sabem que van morir martiritzats a Tarragona durant la persecució de l'emperador Valerià el bisbe Fructuós i els seus dos diaques Auguri i Eulogi. A la ciutat de Girona, la notícia més antiga d'una comunitat cristiana és del segle iv: El poeta hispanoromà Prudenci testimonia el martiri de Sant Feliu a la ciutat de Girona durant la persecució de Dioclecià contra els cristians (303-305). Diferents aspectes indiquen que entre finals del segle iii i principis del IV hi havia a la ciutat una comunitat important: a part del mateix martiri de Sant Feliu i els sarcòfags ubicats a l'església de Sant Feliu cal remarcar que la ciutat ja s'esmenta com a seu episcopal en una carta del Papa Innocenci I, escrita entre els anys 397 i 400. Es pensa que sobre l'indret on hauria mort Sant Feliu, o bé on hauria estat enterrat, hi devia haver hagut un temple martirial. Amb el temps, s'hauria ampliat el conjunt amb la possible construcció d'un monestir i de l'edifici episcopal. El cementiri que es localitza als voltants del temple de Sant Feliu és una àrea que aniria des del peu de l'actual campanar fins a la zona situada a llevant de l'absis i s'hi ha localitzat diferents sepultures que anirien des del segle i fins al IV dC.

## Descripció general
Els vuit sarcòfags es troben encastats a les parets del presbiteri de l’església, quatre a cada un dels murs laterals. Dels dos sarcòfags de temàtica pagana, el primer i més antic, dels primers decennis del segle iii, conté la representació del rapte de Prosèrpina per Plutó, mentre que el segon, que és de principis del segle iv conté una representació d'una cacera de lleons. Pel que fa als sis sarcòfags paleocristians, podem distingir dos sarcòfags, el de l'orant i els dos pastors (número 2) i el de l'orant en el centre (número 1), que tenen decoració estrigilada (és a dir, que estan decorats amb estries en forma d'essa o estrígils). Aquests dos sarcòfags es daten de període preconstantinià (305-312). Els altres quatre sarcòfags són de fris continuat. D'aquests quatres sarcòfags, dos (sarcòfags de fris continuat 1 i 2) són també de període preconstantinià i en ells es representen diferents escenes entre les que podem esmentar “El sacrifici d'Abraham” o “Crist triomfant sobre el lleó i la serp” en un d'ells i “La història de Susanna” en l'altre. Pel que fa als dos darrers (sarcòfags de fris continuat 3 o de Sant Feliu i 4) són de període constantinià (315-335) i representen diferents escenes del Nou Testament. Els altres set se situen en el primer terç del segle iv, cinc al voltant del 310 dC i els altres dos, plenament constantinians, entre el 315 i el 335 dC. S'ha apuntat que el taller en el qual es van realitzar aquests dos darrers sarcòfags correspondria a l'anomenat "Taller del Dogmàtic", que va treballar en la decoració escultòrica de l'Arc de Constantí a Roma. El conjunt permet veure l'evolució estilística i temàtica entre els segles iii i iv. Així mentre el sarcòfag del rapte de Prosèrpina seria un prototipus d'art de plena tradició clàssica amb un clar domini de la perspectiva, els sis sarcòfags paleocristians serien el símbol d'un art cristià amb un hieratisme, immobilisme i frontalitat característics. Els sarcòfags estan situats a les parets nord i sud del presbiteri i la ubicació de cadascun és la següent:
Mur nord (esquerre) del presbiteri:
- Esquerre superior: sarcòfag paleocristià de fris continuat 2
- Esquerre inferior: sarcòfag pagà de la cacera dels lleons
- Dreta superior: sarcòfag paleocristià de fris continuat 1
- Dreta inferior: sarcòfag paleocristià de fris continuat 3 o de Sant Feliu

Mur sud (dret) del presbiteri:
- Esquerre superior: sarcòfag paleocristià de fris continuat 4
- Esquerre inferior: sarcòfag paleocristià estrigilat 1
- Dreta superior: sarcòfag paleocristià estrigilat 2
- Dreta inferior: sarcòfag pagà del rapte de Prosèrpina

## Origen i canvis de localització
La majoria d’estudiosos consideren que els vuit sarcòfags foren importats directament de tallers d’escultura ubicats a la ciutat de Roma tot i que alguns autors posen en dubte aquesta procedència i assenyalen que, d’acord amb certs elements iconogràfics, alguns d’ells (els de fris continuat 2 i 3) haurien estat esculpits a Gerunda i altres (els de fris continuat 1 i 4 i l’estrigilat número 2) serien còpies locals de models procedents de Roma. Probablement els vuit sarcòfags conservats s'ubicarien inicialment a la necròpoli localitzada als voltants del temple de Sant Feliu i es van encastar en el presbiteri en un moment indeterminat, excepte un d'ells, el popularment anomenat com el "sarcòfag de Sant Feliu", ja que es deia que contenia les relíquies de Sant Feliu. Aquest, al llarg dels segles ocupà diversos llocs de privilegi en el temple, abans que l'any 1943 fos encastat a les parets del presbiteri juntament amb els altres.
Saber quan es van trobar o encastar a les parets és gairebé impossible; el fet que alguns caps esculturats estiguin mutilats i que no s'hagués previst que els sarcòfags havien d'encastar-se en les parets de l'església fa suposar que hi hagué un lapse de temps més o menys llarg entre la descoberta de les peces i el seu encastament en les parets de l'església. Bàsicament hi ha dues hipòtesis possibles; la primera és que foren trobats el segle x en època del comte-bisbe gironí Miró (970-984) i la segona és que foren descoberts i posteriorment encastats en el mur durant la construcció de l'absis del temple a inicis del segle xiv. En tot cas, ja s'havien trobat abans del s. XVII, quan apareixen les dues primeres citacions bibliogràfiques que fan referència a certes peces de marbre en les parets de l'absis.

## Sarcòfag del rapte de Prosèrpina

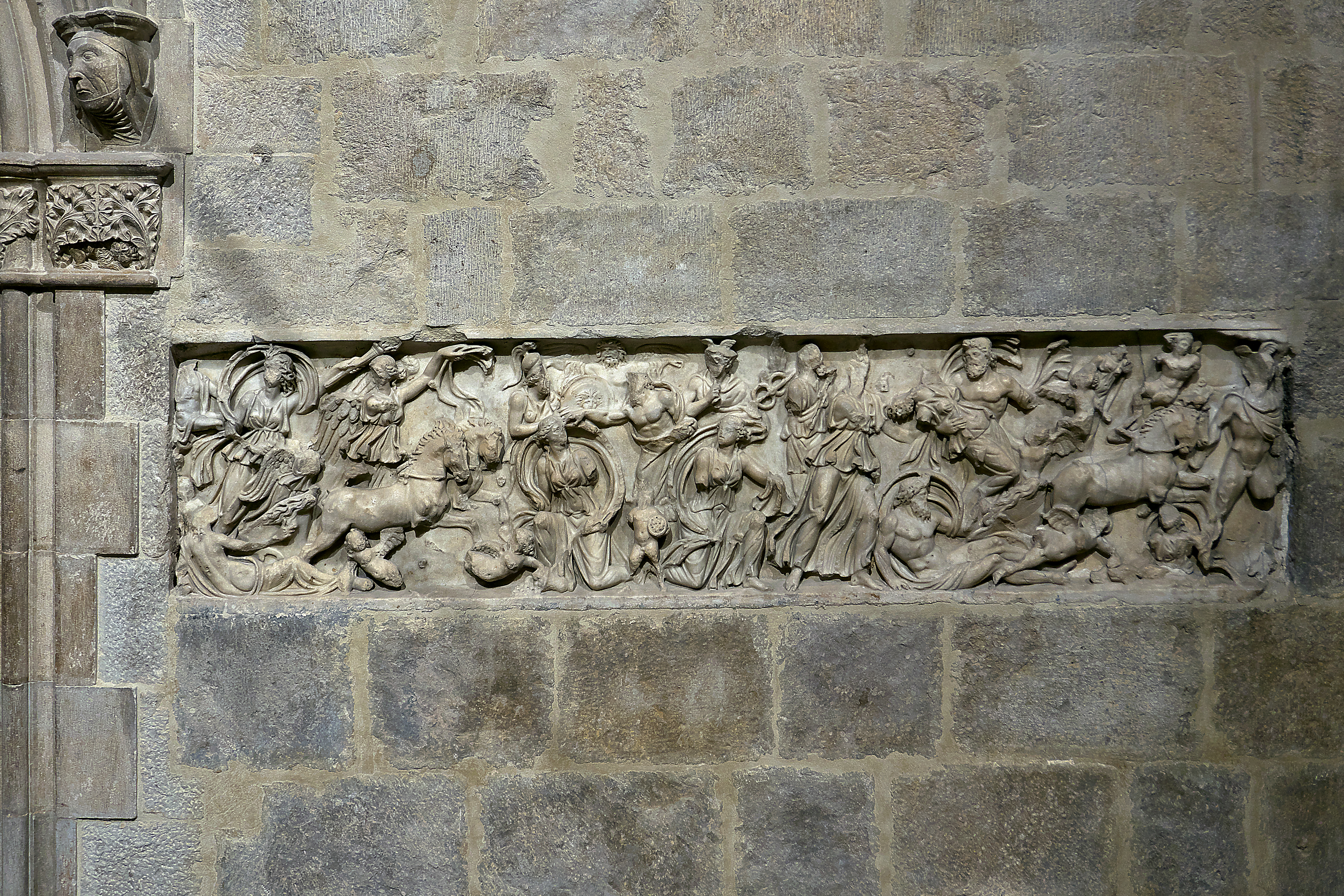
Sarcòfag del rapte de Prosèrpina

Es tracta del sarcòfag estrigilat situat a la part inferior dreta del mur dret (sud) del presbiteri. Fet amb marbre de Paros, presenta una longitud 2,12 m; i una alçada de 0,54 m i la seva datació el situaria vers l'any 230 dC. La peça es troba lleugerament fragmentada en els seus dos extrems. Es tracta d'un sarcòfag de fris continuat que representa el tema del rapte de Prosèrpina en tres escenes diferents i amb un total de 31 figures. A l'escena de l'esquerra s'hi representa Ceres, en el seu carro dirigit per l'auriga Trepidatio i, sobre els cavalls, una figura femenina alada identificada com Càlig. Als peus del carro hi ha una figura que és Tellus i a l'extrem esquerre hi ha representada una divinitat, probablement una representació de l'alba. Completen aquesta primera escena tres amorets, dos portant cistells de flors als peus dels cavalls i un tercer als peus de Ceres. En l'escena central hi ha representat el moment del rapte. En primer terme hi ha dues noies agenollades, Prosèrpina, a la dreta, amb una companya i un amoret amb un cistell de flors. Al seu darrere hi ha quatre personatges: Plutó, que amb el seu braç intenta agafar Prosèrpina, Minerva, amb casc i que té un escut amb una representació del cap de la Gorgona, Mercuri, amb el pètasos alat al cap i que sosté el caduceu i un cargol de mar i finalment, Diana, que sosté un arc i porta un buirac a l'esquena. Al fons de l'escena apareix un Júpiter alat o Júpiter Pluvius que és una absoluta novetat iconogràfica. En l'escena de la dreta, Plutó sosté Prosèrpina sobre un carro i és ajudat per Minerva, situada a l'esquerra tancant l'escena. Mercuri apareix conduint el carro i a l'extrem dret de l'escena hi ha una nimfa i una representació del crepuscle. A terra davant les rodes apareix un personatge barbut identificat amb Oceà i sota els cavalls s'observa la figura de Cíane. Finalment, tres amorets situats prop dels cavalls completen l'escena. Una composició similar la podem trobar en diferents sarcòfags distribuïts per la geografia europea com els situats a Barcelona, el de Walters Art Museum procedent de Roma, el del Museu d'Història de l'Art de Viena, el de la Catedral d'Aquisgrà, que fou la tomba de Carlemany, o el del Palau Barberini, a Roma.

## Sarcòfag de la cacera dels lleons

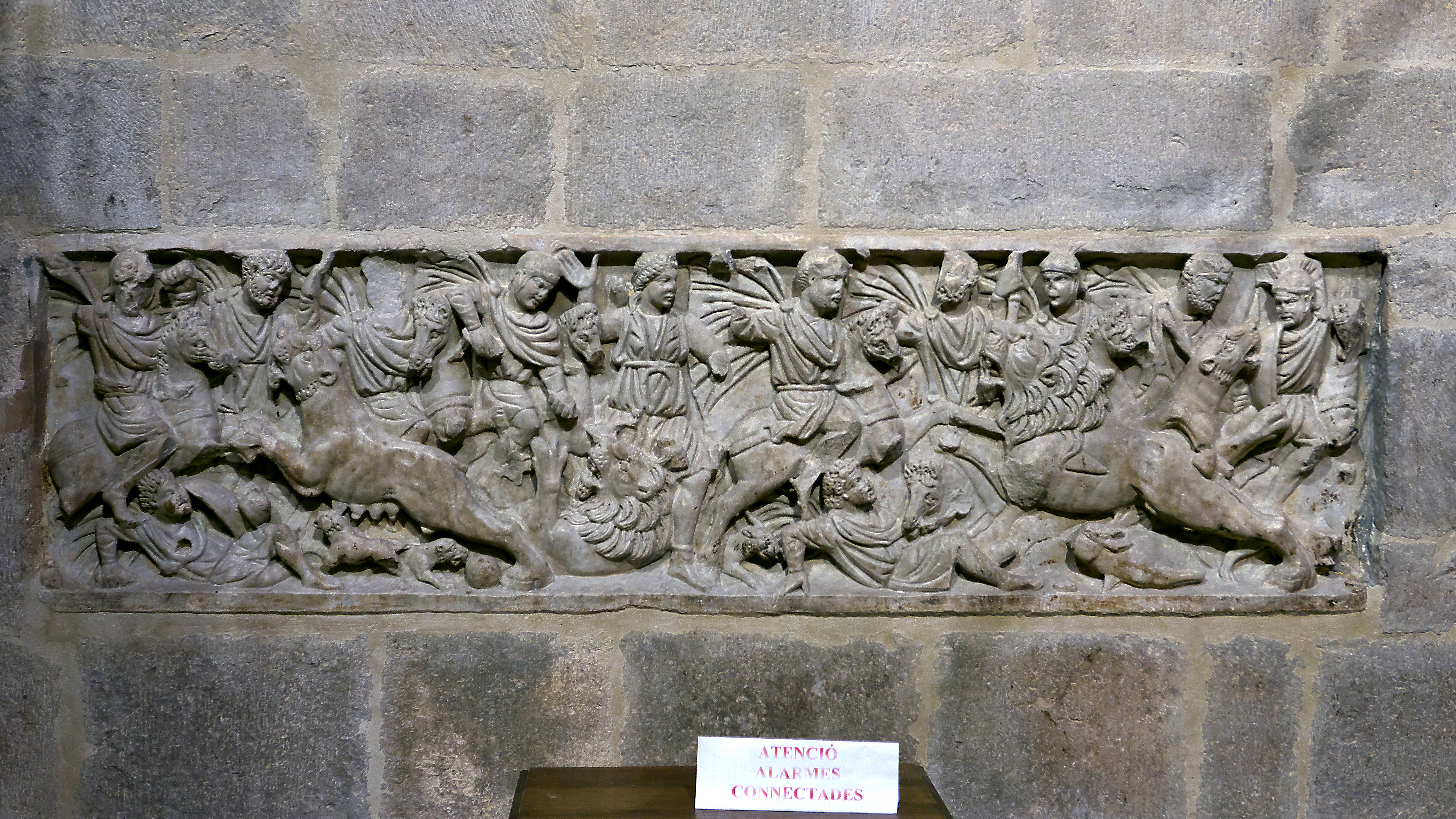
Sarcòfag de la cacera dels lleons

Es tracta del sarcòfag situat a la part inferior esquerre del mur esquerre del presbiteri. Amb una longitud de 2,19 m i una alçada de 0,61 m, la seva datació se situaria entre els anys 305 i 335 dC. Es tracta d'un sarcòfag de fris continuat (és a dir, que conté una successió ininterrompuda d'escenes juxtaposades una al costat de l'altra) que representa com a únic tema una cacera de lleons. El tema té un caràcter funerari: la lluita de l'home (el caçador) contra la mort (el lleó). Un exemple similar es pot observar en un sarcòfag dels museus capitolins. En el fris podem distingir quatre escenes: A la banda esquerra, un genet escomet una lleona amb dos cadells que, als seus peus, té un home que es protegeix amb un escut; en segon pla hi ha dos caçadors més. A continuació (seguint cap a la dreta), un genet amb casc dona una llançada a un lleó que es troba panxa amunt. Tot seguit, un genet lluita contra un lleó al qual ha donat una llançada. Als peus de la fera es pot observar un altre caçador i la seva muntura caiguts, sota el cavall un cadell de lleó i darrere el caçador una figura femenina, vestida amb túnica fins als genolls que porta un carcaix a l'esquena. S'observen dos genets més darrere el lleó, un dels quals, amb casc, també dona una llançada al lleó. Finalment, a l'extrem dret del sarcòfag, una lleona lluita contra un genet i un soldat amb casc.

## Sarcòfag estrigilat 1
Es tracta del sarcòfag estrigilat (és a dir, que a part dels elements figuratius, conté una decoració d'estries en forma de lletra S o estrígil) situat a la part inferior esquerre del mur dret del presbiteri. Té una longitud de 1,90 m i una alçada de 0,61 m. Presenta en la part central una petita figura orant amb el braços oberts en actitud de pregària emmarcada en un espai de forma ametllada i a les dues bandes del sarcòfag es presenten dues figures de pastors que sostenen sobre l'espatlla un xai i aguanten una petita gerra (una mulctra). El pastor de l'esquerra té una aparença més adulta, porta barba, i té un gos als seus peus. Es considera el sarcòfag cristià estrigil·lat més antic de la península (vers 310 dC). Les del bon pastor i l'orant són dues de les figures més característiques i representatives de l'art cristià primitiu. Mentre que la de l'orant plasma la imatge de l'ànima del difunt enterrat que prega pels fidels vivents, la figura del bon pastor és una personificació del mateix Crist que cuida i vigila les seves ovelles.

## Sarcòfag estrigilat 2

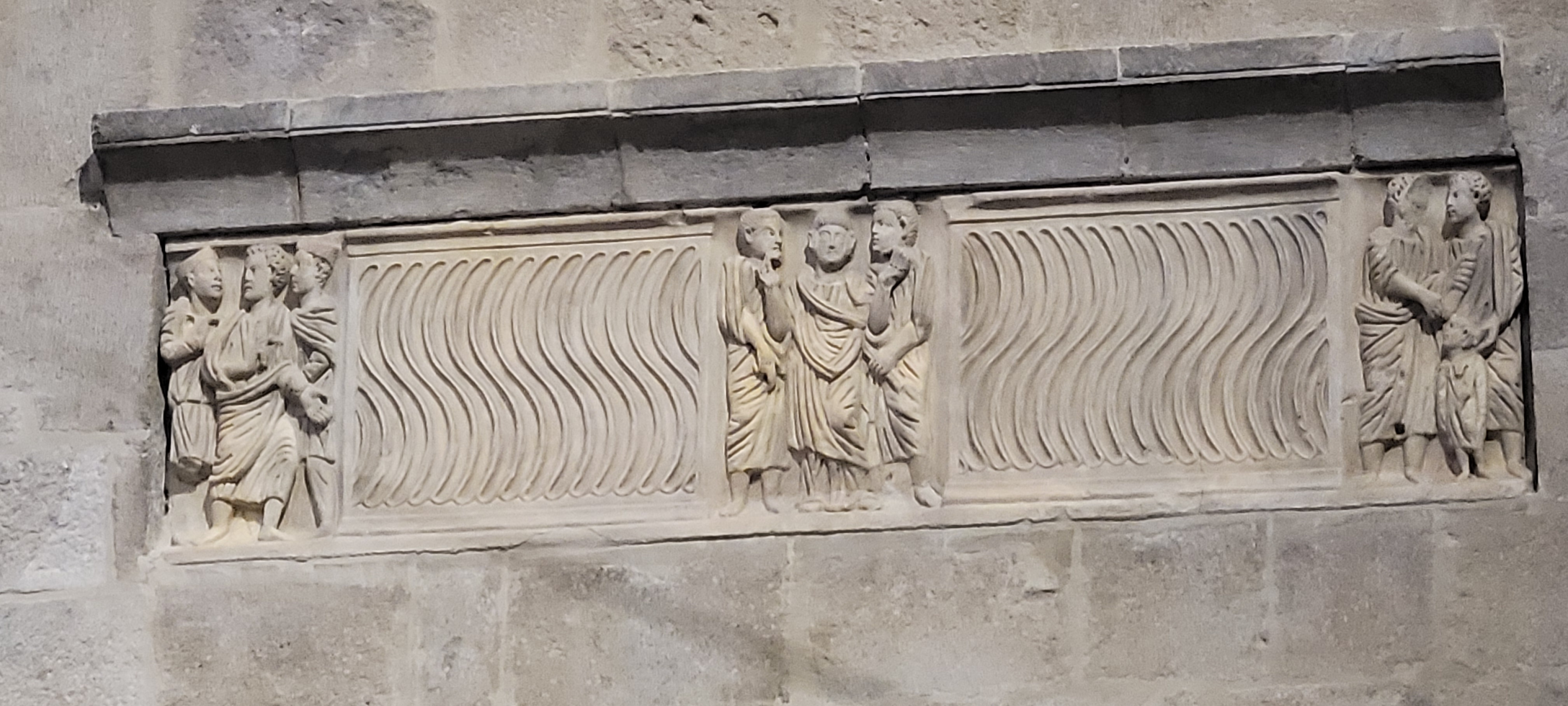
Sarcòfag estrigilat 2

Es tracta del sarcòfag estrigilat situat a la part superior dreta del mur dret del presbiteri. Té una longitud de 1,95 m i una alçada de 0,54 m. El sarcòfag presenta tres zones esculturades separades per una decoració en forma d'estrígils. A la part central es representa un personatge orant, que podria representar el difunt, acompanyat per dos personatges masculins imberbes, possiblement apòstols. S'ha apuntat que la figura de l’orant era originàriament femenina i havia estat “readaptada” com a figura masculina, tot insinuant una rudimentària barba i una cabellera. A l'escena de l'esquerra es representa l'arrest de Sant Pere, el qual es troba subjectat pels braços per dos soldats. A l'escena de la dreta es representa a Jesucrist que està curant un cec mentre subjecta un rotlle amb la mà esquerra. EI rostre de Crist es troba molt deteriorat però es pot observar que té els cabells curts i rinxolats. La imatge encaixa perfectament dintre de la tipologia del Crist heroi, pròpia dels primers anys del segle IV. A escala més reduïda s'hi representa un apòstol barbat. Cal situar aquest sarcòfag, igual que l'anterior, vers l'any 310 dC.

## Sarcòfag de fris continuat 1

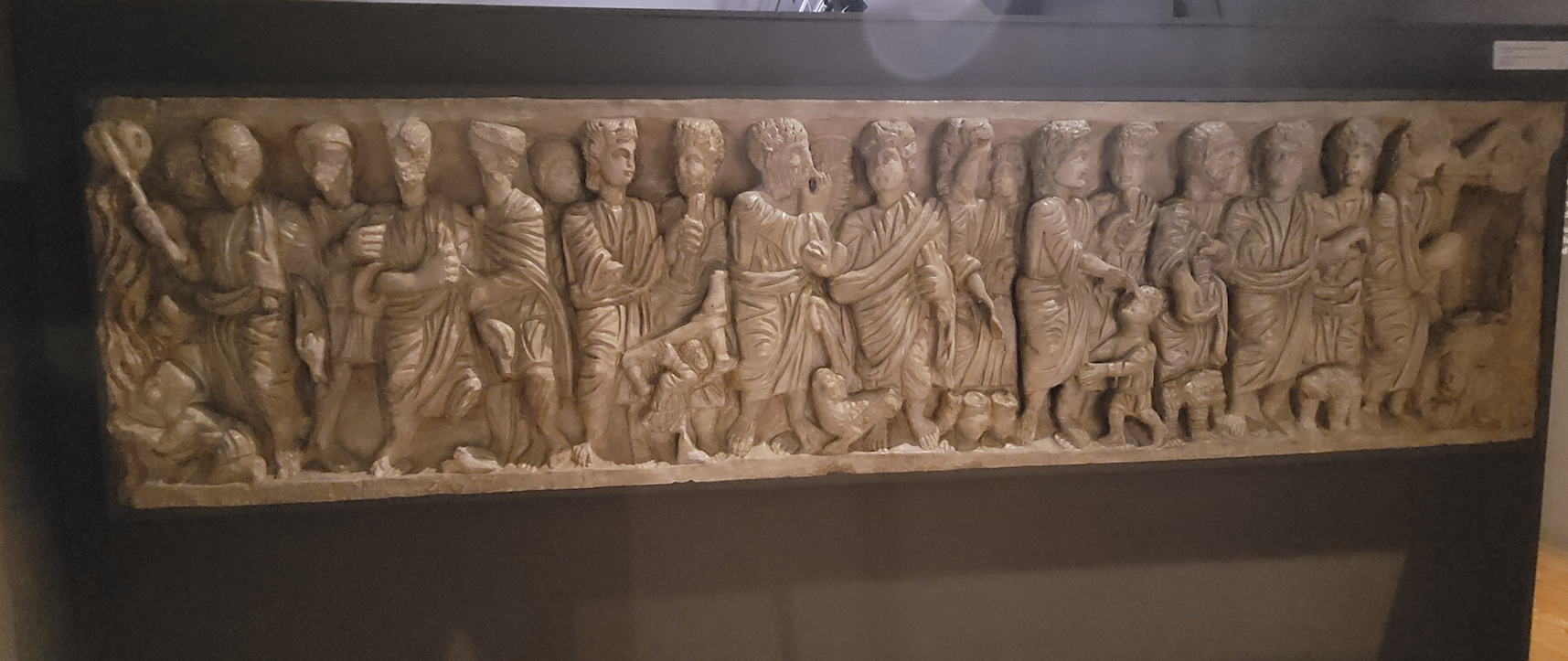
Còpia del sarcòfag de fris continuat 1 de l'església de Sant Feliu de Girona exposada al Museu d'Història de la Ciutat de Girona

Aquest sarcòfag, situat a la part superior dreta del mur esquerre (nord) del presbiteri, mesura 2,21 m de longitud i 0,48 m d'alçada. Cronològicament també se situa vers l'any 310. Es tracta d'un sarcòfag en el qual es juxtaposen nou escenes diferents de manera continuada, fet que el converteix en excepcional, ja que normalment hi apareixen un màxim de set escenes. D'esquerra a dreta aquestes escenes són: 1) Sant Pere fent brollar aigua d'una roca de la que veuen dos soldats mentre que al fons una figura contempla l'escena. 2) Crist curant un paralític el qual se'n va portant ell mateix la seva pròpia llitera Darrera, un apòstol actua de testimoni. 3) Crist realitzant el miracle de la multiplicació dels pans i dels peixos. Dos apòstols sostenen un cistell de pa i un plat de peixos i al peu de cada deixeble hi ha tres paneres plenes de pa. 4) Crist curant un cec amb dos testimonis al fons. 5) L'orant femenina, es pot observar un altre rostre al fons. És l'escena central del sarcòfag. 6) Crist toca amb la seva vara un home nu estès als seus peus que recolza el cap en una calavera. Més a l'esquerre, el mateix personatge nu està dret mirant Jesús. A la dreta de Jesús apareixen dos caps masculins. S'ha interpretat l'escena com el miracle de la resurrecció i també com la visió del profeta Ezequiel (Ez 37, 1-14). 7) La negació de Sant Pere: Crist observa Sant Pere que està a la seva esquerra i que té una mà recolzada en el mentó. Entre els dos caps hi ha esculpit un altre personatge de perfil i, en el centre de l'escena, als peus dels dos personatges, apareix un gall. 8) Crist situat dempeus sobre un lleó estirat que té una serp enroscada al coll. A l'esquerre una figura en segon terme completa l'escena. 9) Abraham es disposa a sacrificar el seu fill Isaac, agenollat i lligat davant una pira encesa, quan la mà de Déu evita el sacrifici. A darrere s'observa un rostre i un anyell.

## Sarcòfag de fris continuat 2

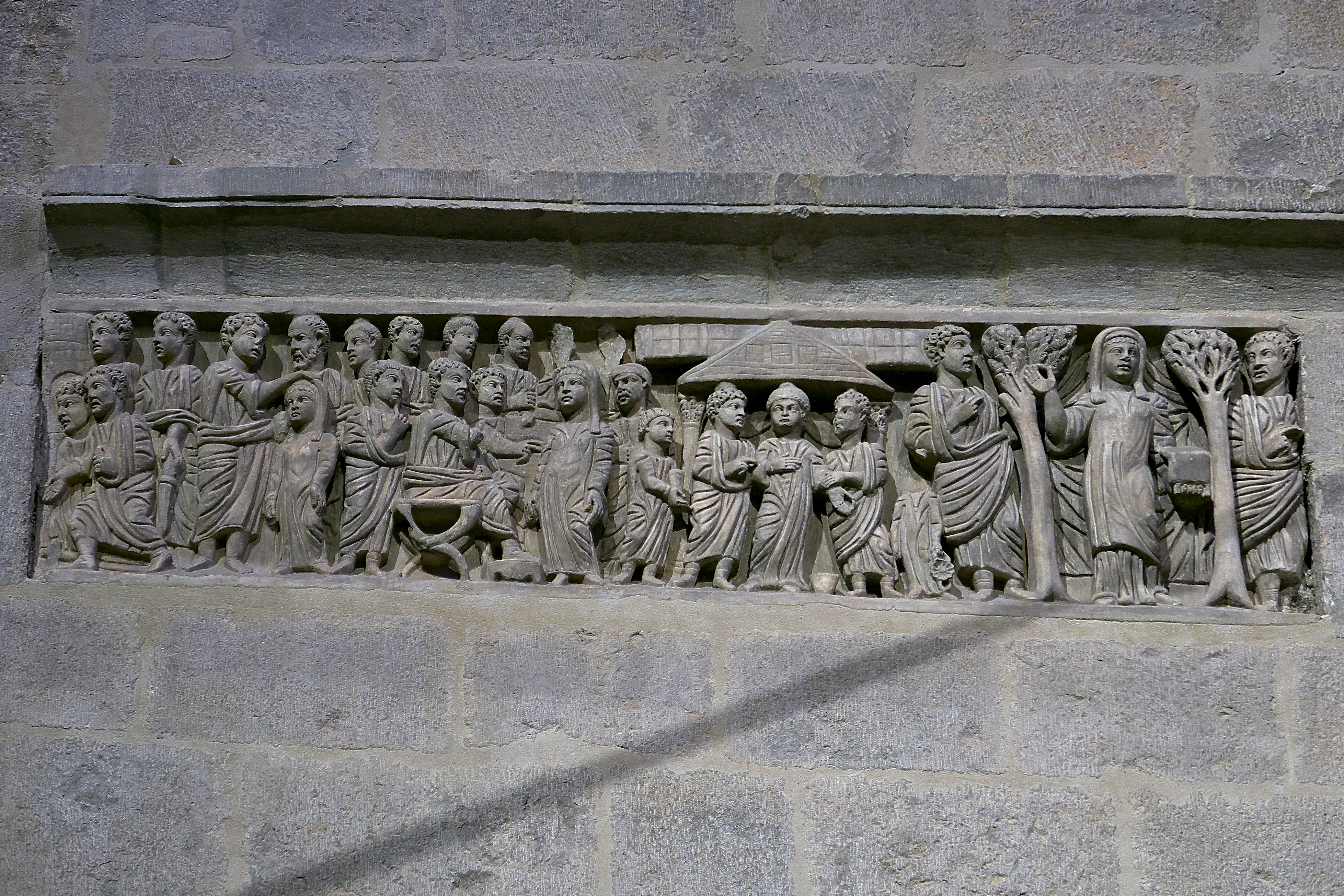
Sarcòfag de fris continuat 2

Amb una longitud 2,08 m; i una alçada de 0,56 m la seva datació se situa pels volts de l'any 310 dC. Es tracta d'un sarcòfag en el qual es juxtaposen cinc escenes diferents de manera continuada que representen la història de la casta Susanna, explicada en el capítol 13 del llibre de Daniel a l'Antic Testament. A la iconografia cristiana antiga, la figura de Susanna, salvada per la intervenció del profeta Daniel de morir en ser falsament acusada d'adulteri, constituïa una de les representacions iconogràfiques que il·lustraven la idea de l'ajuda de Déu en la salvació dels homes bons i, per tant, es pot considerar com un símbol de l'ànima del difunt enterrada en espera de la salvació eterna. La història transcorre de dreta a esquerra. A l'extrem dret, Susanna es troba en el seu jardí, entre arbres, flanquejada per dos vells que intenten temptar-la. A continuació, en el següent escena els dos ancians rebutjats agafen i condueixen Susanna a casa el seu marit Joaquim, de la que veiem el frontó i dues columnes, per acusar-la d'adulteri. La següent escena és el judici contra Susanna. Assisteixen al judici Daniel, a l'esquerre dels ancians, i la mare de l'acusada darrera d'aquesta, així com diferents espectadors. A la quarta escena, Daniel absol la dona imposant-li la seva mà dreta i a l'extrem esquerre, a la darrera escena, els dos ancians són conduïts cap a un càstig.

## Sarcòfag de fris continuat 3 o de Sant Feliu
Aquest sarcòfag, situat a la part inferior dreta del mur esquerre (nord) del presbiteri, presenta una longitud de 2,20 m i una alçada de 0,58 m. La seva datació se situa entre els anys 315-325 dC. Es tracta d'un sarcòfag en el qual es juxtaposen vuit escenes diferents de manera continuada que es desenvolupen d'esquerre a dreta. Aquestes escenes són: 1) Sant Pere fent brollar aigua de la roca. 2) L'arrest de Sant Pere per dos soldats. 3) Crist cura el paralític que pot caminar portant la seva llitera. 4) Sant Pere, amb una mà al mentó i un gall als seus peus nega conèixer Jesús. 5) Miracle de les noces de Canaan: Jesús converteix en vi l'aigua d'unes gerres que té als seus peus. 6) Jesús cura un cec tocant els seus ulls. 7) Crist realitzant el miracle de la multiplicació dels pans i dels peixos. Dos apòstols sostenen cistell amb pans i peixos i als seus peus apareixen sis paneres plenes de pa. 8) Resurrecció de Llàtzer. S'observa el sepulcre buit i Marta, germana de Llàtzer, donant les gràcies.
Popularment se l'ha conegut com el sarcòfag de Sant Feliu i diversos indicis textuals, així com la mateixa antiguitat del culte al màrtir (des del segle IV) i la posició privilegiada que durant molts anys es va a aquesta peça dins del temple així semblen indicar-ho. Des d'una data incerta el sarcòfag estava dipositat sobre l'altar major o encastat a les partes de l'absis juntament amb els altres sarcòfags. Durant l'alta edat mitjana, coincidint amb la pretesa descoberta de les relíquies del sant, hauria estat usat com a reliquiari. L'any 1607 fou traslladat al pilar de la trona, al costat de l'Epístola, mirant cap a l'altar major. El mes de juliol de l'any 1799, segurament a instàncies del canonge Dorca, es va tornar a traslladar a l'altar major, i al seu interior, a més, s'hi col·locà el dia 8 d'agost de l'any 1801 un bust de plata on es conservaven les relíquies de sant Feliu. Allí restà dipositat fins a l'any 1943, quan, un cop acabada la Guerra Civil i després d'haver sofert l'any 1936 una destrucció parcial que a més suposà la destrucció del bust de plata, fou incorporat a les parets del presbiteri al seu actual emplaçament.

## Sarcòfag de fris continuat 4

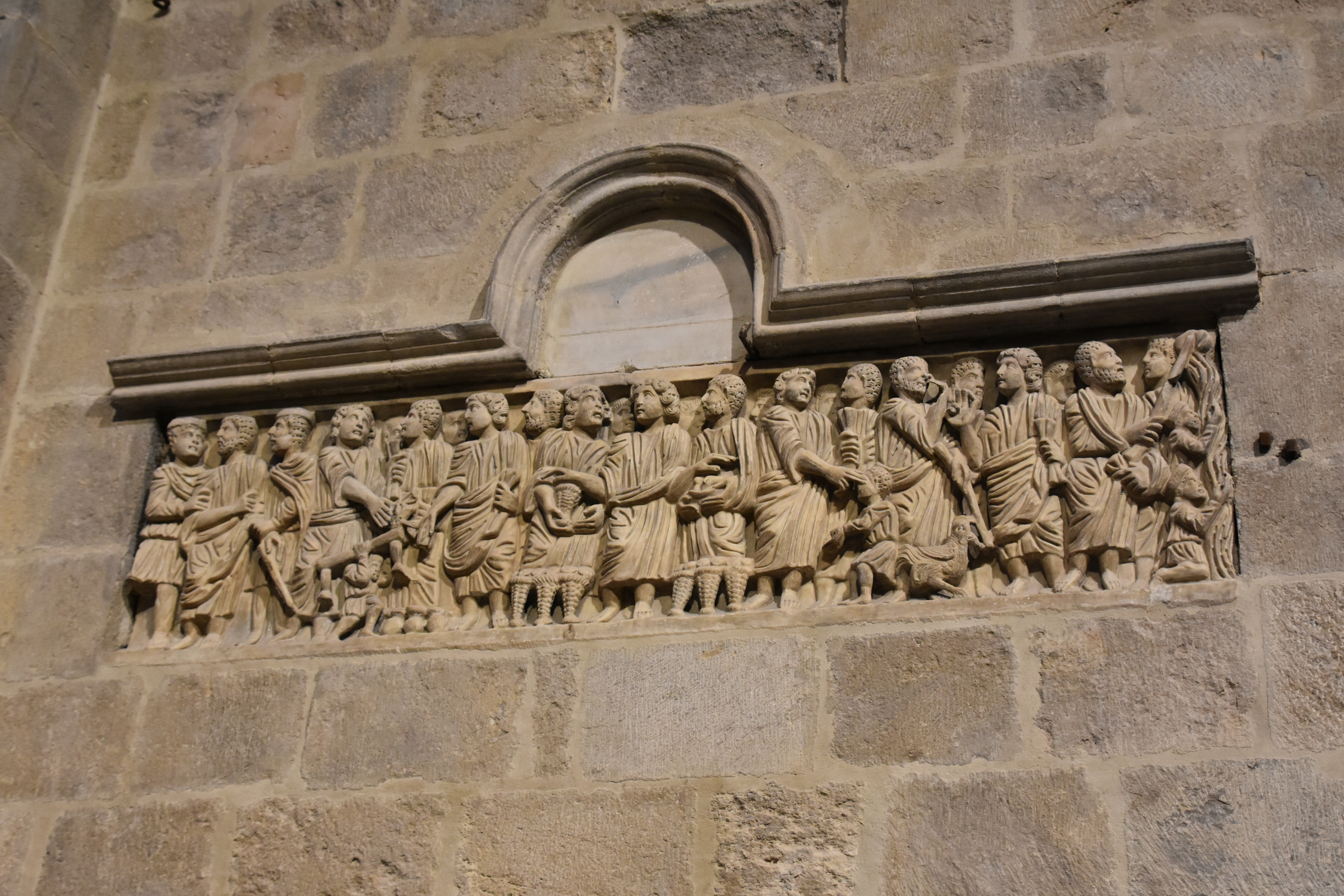
Sarcòfag de fris continuat 4

Sarcòfag situat a la part superior esquerre del mur dret (nord) del presbiteri. Presenta una longitud de 2,10 m i una alçada de 0,57 m i la seva datació se situa en època constantiniana entre els anys 315-325 dC. Es tracta d'un sarcòfag en el qual es juxtaposen set escenes de les vuit aparegudes en el sarcòfag de fris continuat 3 amb una composició molt similar però distribuïdes de manera diferent. Aquestes escenes són: 1) L'arrest de Sant Pere que es portat pres per dos soldats. 2) Crist, a l'esquerra, estén la mà i cura el paralític que pot caminar portant la seva llitera, un apòstol imberbe acompanya Crist. 3) Miracle de les noces de Canaan: Jesús converteix en vi l'aigua de tres gerres que té als seus peus. Un personatge a cada costat observa l'escena. 4) Crist realitzant el miracle de la multiplicació dels pans i dels peixos. Escena central del sarcòfag, Crist al centre del grup estén les mans sobre dues paneres sostingudes per apòstols, als peus de cadascun hi ha tres paneres més. 5) Jesús cura un cec tocant amb la ma dreta els seus ulls mentre amb l'esquerra sosté un rotlle. Dos persones contemplen el miracle 6) Negació de Sant Pere o escena del gall. Pere, a l'esquerra té la mà recolzada al mentó, i Crist, a la seva dreta, alça la mà en actitud de parlar amb ell. Als seus peus hi ha el gall. 7) Miracle de la font. Sant Pere colpeja amb la vara la roca fent brollar aigua de la que veuen dos soldats agenollats. Dos personatges observen l'acció.